# L–60
Az L–60-as egy a kelet-német VEB Lokomotivbau „Karl Marx“ gyárban készült keskeny nyomközű dízelmozdony típus. Gyári típusjele Ns3f.

## A gyártó
A mozdonyt a LOWA, Vereinigung Volkseigener Betriebe des Lokomotiv- und Waggonbaus (magyarul: Mozdony és Vagongyártó Egyesített Népi Vállalatok) nevű cégcsoporthoz tartozó VEB Lokomotivbau „Karl Marx“ (magyarul: Karl Marx Mozdonygyár Népi Vállalat) nevű, babelsbergi székhelyű vállalat gyártotta Ns3f típusjellel (volt Orenstein & Koppel gyár).

## Beszerzésének okai
A típus beszerzésének okai jelenleg ismeretlenek, az a Magyarországon gyártott C–50-es mozdonyokkal párhuzamosan történt.
A mozdonyokból 6 darab került Magyarországra. Egy darab 1952-ben érkezett ismeretlen üzemeltetőhöz, a Gazdasági Vasutak pedig 5 darab, 760 mm nyomtávolságú példányt rendelt 1953-ban a kelet-németországi LOWA gyárból.

## A mozdony szerkezeti felépítése

### Vonó- és ütközőkészülék
A mozdonyokat szabványos központi ütköző-vonó készülékkel szerelték fel.

### Motorház, vezetőállás
A vezetőállás a mozdony végén található. A vezetőállás zárt, benne a mozdonyvezető részére egy darab, a C–50-es mozdonyokéhoz hasonló kialakítású vezetőülés található. 1958-ban egy a sorozatot érintő nagyobb átalakítás során a MÁV Északi Főműhelyében átalakították a mozdonyok vezetőfülkéjét. Az új vezetőfülke méretbeli különbségektől eltekintve a C–50-es mozdonyokéval azonos módon lett kialakítva.

### A motor
A mozdonyokba eredetileg 60 lóerős dízelmotort építettek be. Ezt később Magyarországon kicserélték 6 hengeres, 80 lóerős Csepel motorra. Mindkét típusú motor indítása elektromos indítómotorral történik.

#### Az eredeti motor műszaki adatai
- Gyártó: ?
- Típus: ?
- Hengerek száma: ?
- Teljesítmény: 60 LE / 44 kW
- Fordulatszám: ?
- Hengerátmérő/Lökethossz: ?
- Üzemanyag készlet: 110 l

#### Az újonnan beépített motor műszaki adatai
- Gyártó: Csepel
- Hengerek száma: 6
- Teljesítmény: 80 LE / 59 kW
- Fordulatszám: 1600/perc
- Hengerátmérő/Lökethossz: 110/140 mm
- Üzemanyag készlet: 150 l

### Erőátvitel
A mozdony erőátviteli rendszere teljesen mechanikus. A motor egy irányváltón át hajtja meg az 5 fokozatú sebességváltót. A tengelyek meghajtása a két tengely közötti vakforgattyúról csatlórúddal történik.

### Tengelyek
A mozdony kerékpárjai külső csapágyazásúak. A főkeret a kerekek és a csatlórúd között támaszkodik a tengelyre.

### Fék
A mozdony kézifékkel van felszerelve.

### Jelzések
A mozdony fényszórókkal, és hangjelzés adására alkalmas eszközzel rendelkezik.

## A mozdonyok története

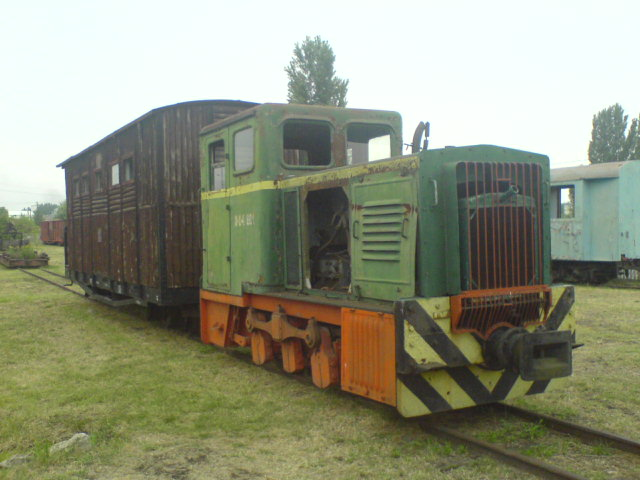
Kiállított L–60-as mozdony 2007-ben a Kecskeméti Kisvasúton

### Gyártásuktól
A mozdonyok a Gazdasági Vasutakon álltak forgalomba, ahol a GV 61100-as sorozatszámot kapták. A MÁV Gazdasági Vasutak visszafejlesztése után ezeket a példányokat különféle vasutaknak adták el. Így került két mozdony (az egyik Felsőtárkányon át, a másik Várpalotáról) Szilvásváradra, egy darab pedig a Tömörkényi Halgazdasági Vasútra.

### Napjainkban
Mára csak két darab L–60-as típusú mozdony maradt Magyarországon. Az egyik a Szilvásváradi Erdei Vasúton található. Általában üzemi menetek alkalmával közlekedik.
A másik, korábban szilvásváradi mozdony a Kecskeméti Kisvasút Kecskemét KK állomásán üzemképtelen állapotban volt kiállítva 2007-ig. Ekkor a Királyréti Erdei Vasútra szállították, ahol egy új MAN motort és teljes felújítást kapott, hogy a jövőben a Nagybörzsöny–Szob kisvasúton közlekedhessen. A D 04-601 pályaszámú mozdony hatósági vizsgáját 2008. február 12-én tartották.